# Agustí Forné López
|  | Aquest article tracta sobre el periodista esportiu català. Si cerqueu el sindicalista català, vegeu «Agustí Forné Roé». |

Agustí Forné López   (Tarragona, 12 de juliol de 1962 - Tarragona, 16 d'octubre de 2024) fou un periodista esportiu català.
Referent periodístic de les comarques de Tarragona, començà en el món del periodisme treballant a la Cadena SER, encarregant-se de la informació esportiva fins a l'any 1987. S'ocupà especialment del seguiment del Club Gimnàstic de Tarragona i del Reus Ploms. Col·laborà al Diari de Tarragona i a Nou Diari de Reus. El 1989 s'incorporà a Televisió de Catalunya, on exercí de cap a la delegació de Tarragona de TV3, dedicant-se tant a la informació general com al seguiment del món casteller. El 2017 hi començà la presentació del programa Quarts de Nou.
Morí de forma sobtada el 16 d'octubre de 2024 a Tarragona, a l'edat de 62 anys. Les xarxes digitals s'ompliren de missatges de condol posant en valor «la seva saviesa i ironia» i recordant-lo com «un gran periodista que transmetia passió amb tot el que feia». El president de la Coordinadora de Colles Castelleres de Catalunya, Carles Cortés, esmentà que «l'Agustí va ser el primer que fa 30 anys va agafar un micro, es va plantar al concurs de castells de l'any 92» i que «per a moltes colles era un referent perquè parlava amb tothom, amb molta alegria i professionalitat», tot desitjant que algú es veiés en cor d'«aprofitar el seu llegat per anar més enllà» en el foment del món casteller.